# Castillo de Codnor

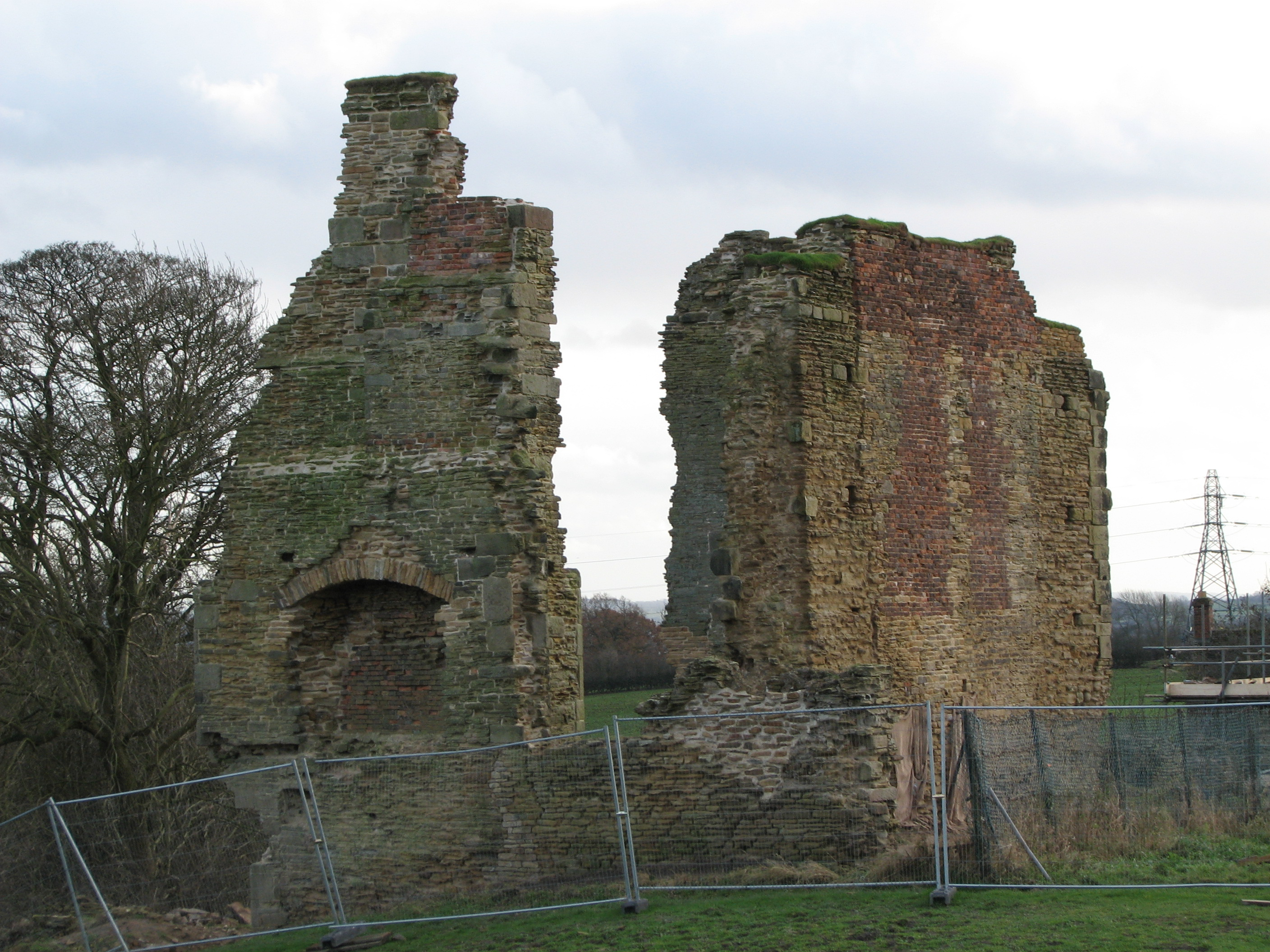
Vista desde el noroeste.

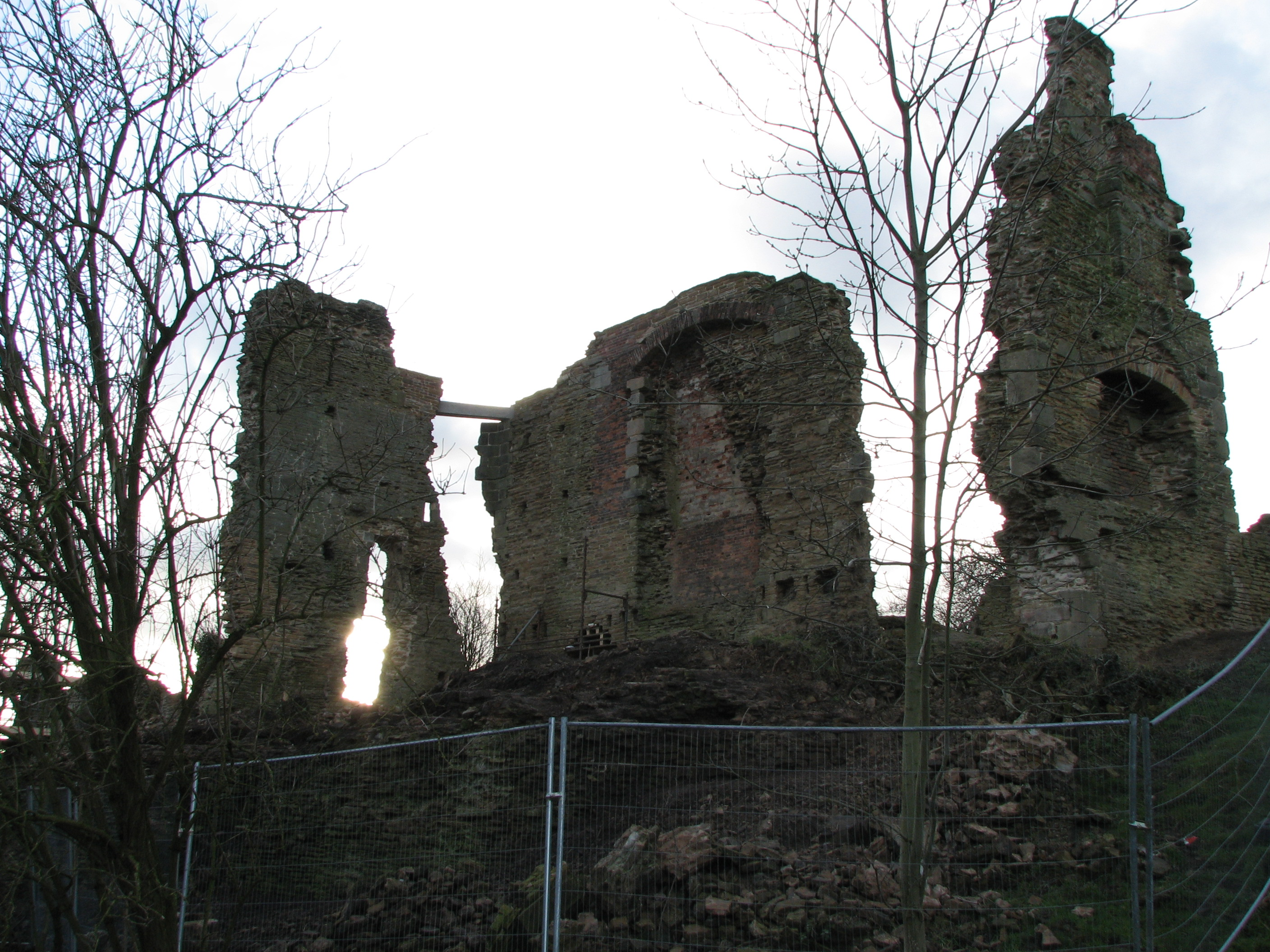
Vista desde el nordeste.

El castillo de Codnor es un castillo en ruinas del siglo XVIII ubicado en Derbyshire (Inglaterra). Las tierras del alrededor de Codnor pasaron a estar bajo la jurisdicción de William Peverel después de la conquista normanda de Inglaterra. Pese a que está registrado como un monumento planificado el lugar es oficialmente un edificio en riesgo.
El castillo está formado por una torre del homenaje de piedra y un castillo de mota y patio y fue establecido por William Peverel. Los fragmentos que quedan hoy en día son de la torre del homenaje de tres pisos, de una pared gruesa con una rasa al lado y flanqueada por torres redondas. El castillo de mota y patio exterior está en un nivel inferior y fue edificado durante un periodo posterior. Desde el castillo se observa el valle de Erewash y las regiones de Derbyshire y Nottinghamshire. Originalmente tenía una fosa profunda, y a su lado este había una gran abundancia de árboles que actualmente han sido talados. En el lado oeste había un recinto amurallado por grandes torres redondas. En otras partes de las ruinas se puede ver que las murallas exteriores tenían mirillas por si los arqueros tenían que usarlas.
En 1211 era propiedad de Henry de Grey, un descendiente del caballero normando Anchetil de Greye. Los descendientes de Henry incluían la larga línea de señores de Grey de Codnor, señores de Grey de Ruthyn, Wilton y Rotherfield, Lady Jane Grey y los condes de Stamford, y las familias extintas de los duques de Suffolk y Kent. Su hijo Richard se estableció en Codnor y fue un barón leal a Enrique III de Inglaterra. Junto a su hermano John sirvieron al rey en la Tierra Santa. John Grey destacó en las guerras de Escocia y gozó del favor de Eduardo III de Inglaterra. Junto a William de Eincourt, el Señor de Grey habría comandado a todos los caballeros de Derbyshire y Nottinghamshire en caso de que se produjese una hipotética invasión.
Henry, el último de la familia, falleció durante el reinado de Enrique VIII de Inglaterra. Dejó parte de sus tierras a sus hijos, Henry y Richard. El resto fue a su tía Elizabeth Gray, que en 1429 contrajo matrimonio con Sir John Zouche, el hijo menor del cuarto Barón Zouche de Harringworth. Sir John Zouche de Codnor fue tres veces High Sheriff de Derbyshire. El castillo permaneció en manos de la familia Zouche durante doscientos años, hasta que lo vendieron y emigraron a Virginia en 1634.
Sir Streynsham Master, High Sheriff de Derbyshire, que habitó en el castillo en 1712, se considera la última persona en haber vivido allí.

El castillo de Codnor estaba situado en un terreno elevado desde donde se podía divisar una gran extensión al este. Quedan algunas partes de las murallas y un palomar entero. Mirando las murallas y fundaciones, parece haber sido un lugar de extensión considerable. Al sur tenía una gran corte cuadrada, desde la que se podía entrar al castillo por dos lugares diferentes, en el lado oeste había una zanja profunda y en el cauce crecían árboles alineados en dos filas; éstos fueron talados hacia el año 1738. El parque que pertenecía al castillo contenía unos 2.200 acres de tierra. Durante la primera parte del siglo XIII había un castillo, y durante el reinado de Enrique III vivía Richard de Grey, cuyos descendientes- los Barones Grey, de Codnor- lo poseyeron durante muchos años. El último, Henry, un filósofo y alquimista, estuvo durante el reinado de Enrique IV, y obtuvo una licencia para practicar la transmutación de metales; murió hacia el año 1526, cuando el estado de Codnor pasó a Sir John Zouch, que se había casado con Elizabeth, la tía del último propietario. El estado de Codnor fue vendido por Sir John Zouch en el año 1634 al arzobispo Neile y a su hijo, Sir Paul. Su descendiente, Richard Neile, vendió el feudo y el castillo de Codnor en el año 1692 a Sir Streynsham Master, que fue high sheriff del año 1712. Ocuparon el castillo que, a pesar de estar en ruinas, fue erigido de nuevo a partir de materiales sacados de las mismas.

Hoy en día, las reminiscencias del castillo de Codnor son una frágil ruina, y las pocas murallas que quedan están soportadas por andamios. Algunas señales al perímetro indican que el lugar es actualmente propiedad de UK Coal y que el acceso público está prohibido. De todos modos, se pueden obtener buenas vistas del castillo desde los caminos públicos de alrededor.
En junio de 2007, el programa Time Team del Channel 4 llevó a cabo una excavación arqueológica alrededor del castillo y se obtuvieron unos resultados bastante interesantes. El hallazgo más espectacular fue una moneda medieval de oro perfectamente preservada que fue encontrada en el foso y que actualmente se muestra en el Derby Museum and Art Gallery.